# ФАБ-9000
ФАБ-9000 — авіаційна бомба радянського виробництва. ФАБ розшифровується як Фугасна Авіаційна Бомба, а 9000 означає вагову категорію бомби. Це одна з найважчих бомб, що використовувалися ВПС Радянського Союзу і ПКС Росії.

## Розробка
ФАБ-9000 була розроблена на початку 1950-х років. Ця оригінальна модель отримала назву ФАБ--9000. Бомба була модифікована в середині 1950-х років. Ця модель замінила попередню версію й отримала позначення ФАБ-9000 M54 За межами Радянського Союзу ФАБ-9000 вироблялася в Іраку. Там вона відома під назвою NASR-9000.

## Технологія
Бомба має циліндричну подовжену форму корпусу з круглим поперечним перерізом і огівальним наконечником. Він призначений для захисту від рикошету, щоб запобігти ковзанню бомби по поверхні.. Діаметр фюзеляжу звужується до хвостової частини бомби. В задній частині є вісім крил стабілізації, навколо яких встановлено кільцеве крило. Розмах крила становить 1504 мм. Корпус бомби виготовлений зі зварної сталі й наповнений 4297 кг тротилу. Ударний детонатор розташований у наконечнику бомби. Використовуються детонатори WDW-1 або WDW-2. Також можна використовувати запобіжник AW-139, який встановлюється в задній частині бомби. Замки бомби для кріплення до літака розташовані на відстані 1000 мм.
Бомба може бути випущена з висоти до 16 000 метрів на максимальній швидкості 1200 км/год. Під час вибуху ФАБ-9000 викликає детонаційну хвилю, яка повністю руйнує будівлі звичайної конструкції в радіусі від 65 до 75 метрів. Серйозні пошкодження будівельних конструкцій відбуваються в радіусі декількох сотень метрів. Вибухова хвиля може бути смертельною для людей на відстані до 200 метрів. Осколки бомби можуть спричинити поранення на відстані до 1 км. Якщо ФАБ-9000 скинути з великої висоти з запобіжником затримки, вона проникає в землю на глибину до 12 метрів, де детонує, утворюючи яскраво виражену воронку.

## Літак-носій
Отримано з:
- М-4 «Molot» (кодове ім'я НАТО «Bison»)
- Ту-16 («Badger»)
- Ту-22 («Blinder»)
- Ту-22М («Backfire»)
- Ту-95 («Bear»)

## Бойове застосування
Під час радянської інтервенції в Афганістані радянська армія використовувала ФАБ-9000 проти позицій бойовиків опору та сіл. Під час Першої чеченської війни російські збройні сили використовували бомбу проти цілей у Чечні та Дагестані. Під час Першої війни в Перській затоці (також відомої як Ірано-іракська війна) іракські збройні сили використовували ФАБ-9000 проти цілей в Ірані.